# Не давимо Београд
Не давимо Београд (скраћено НДБ) била је зелена политичка организација у Србији која је 2023. прерасла у странку Зелено-леви фронт.
Основана је 2014. као грађанска иницијатива, са циљем да критикује и реформише актуелни политички систем кроз „укључивање грађана у развој свог окружења” и транспарентност. Организацију чини група људи различитих профила, професија и уверења заинтересованих за урбану и културну политику, одрживи урбани развој и правично коришћење заједничких ресурса.
НДБ је зелена странка, подржава енвиронментализам, а себе описују као организацију „зелене левице”. Такође одржава социјалистичку фракцију. Члан је Прогресивне интернационале. На општим изборима 2022. наступила је у склопу коалиције Морамо.
Дана 21. августа 2023. Не давимо Београд је званично постао политичка странка Зелено-леви фронт.

## Историја

### Почетак делања
Београђани окупљени око грађанске иницијативе Не да(ви)мо Београд, чији је заштитни знак постала велика жута патка, организовали су већи број акција и протеста у циљу критике Београда на води, по њима, изузетно штетног пројекта. Пажњу јавности привукао је протест одржан 26. априла 2015. године испред зграде Београдске задруге, а приликом свечаног потписивања уговора о Београду на води. Тада је окупљена маса интервенцијом полиције заграђена заустављањем два ГСП трамваја посред кружног тока испред зграде Задруге. Полиција је 29. августа 2015. такође зауставила и перформанс НДМ БГД током Београдског карневала бродова, када је уредно пријављено пловило организације искључено из поворке само због истакнутог натписа „Не да(ви)мо Београд“.

### Активности поводом рушења у Савамали
Поводом рушења објеката у Херцеговачкој улици, ноћу између 24. и 25. априла 2016. године, које су према наводима сведока извршиле особе са фантомкама, овај покрет грађана је у периоду од 11. маја 2016. до 15. фебруара 2017. организовао осам масовних уличних протеста.

### Учешћа на изборима
Иницијатива је на председничким изборима 2017. године подржала кандидата више опозиционих организација, Сашу Јанковића.
Ова организација је самостално учествовала на београдским изборима 4. марта 2018. године под именом “Иницијатива Не давимо Београд – Жута патка – Чији град, наш град – Ксенија Радовановић”, представивши програм од 20 тачака. Подршку иницијативи на изборима су пружили остали локални покрети из Србије, као и Јанис Варуфакис и његов покрет ДУП25, Ада Колау, градоначелница Барселоне и покрет Загреб је наш.
Иницијатива је освојила 3,44% гласова, што није био довољан број да би прешла цензус. Најбољи резултат је остварила на општинама Стари град (8,06%), Врачар (7,47%) и Савски венац (6,56%).

### Остале активности
Од 2016. године, иницијатива је део шире коалиције сличних локалних иницијатива по Србији, која се зове Грађански фронт Србије, а у коме су још Локални фронт из Краљева, Удружење председника скупштина станара из Ниша, Биро за друштвена истраживања из Београда, Подржи РТВ из Новог Сада, Лига Рома и Мултиетнички центар за развој регије Дунав 21 из Бора.
Представници иницијативе су на састанку целокупне опозиције 12. октобра приступили радној групи за израду заједничке платформе о фер-изборима и медијској сцени у Србији. Покрет је касније потписао споразум, који је проистекао из ових договора, а такође узео учешће на протестима Један од пет милиона.

## Резултати на изборима

### Парламентарни избори
| Година | Вођа                | # гласова        | % од важећих     | # посланика | Промена # посланика | Коалиција | Влада            |
| ------ | ------------------- | ---------------- | ---------------- | ----------- | ------------------- | --------- | ---------------- |
| 2016.  | Добрица Веселиновић | није учествовала | није учествовала | 0 / 250     | 0                   |           | ванпарламентарна |
| 2020.  | Добрица Веселиновић | није учествовала | није учествовала | 0 / 250     | 0                   |           | ванпарламентарна |
| 2022.  | Добрица Веселиновић | 178.733          | 4,84             | 5 / 250     | 5                   | Морамо    | опозиција        |

### Избори за одборнике Скупштине града Београда
| Година | # гласова | % од важећих | # посланика | Промена # посланика | Влада            |
| ------ | --------- | ------------ | ----------- | ------------------- | ---------------- |
| 2018.  | 28.017    | 3,44%        | 0 / 110     | 0                   | ванпарламентарна |
| 2022.  |           |              | 0 / 110     |                     |                  |

### Председнички избори
| Година | #  | Кандидат         | 1. круг — гласови | % од важећих | 2. круг — гласови | % од важећих |
| ------ | -- | ---------------- | ----------------- | ------------ | ----------------- | ------------ |
| 2017.  | 2. | Саша Јанковић[a] | 597.728           | 16,35%       | —                 | —            |
| 2022.  |    | Биљана Стојковић |                   |              |                   |              |

a  Независни кандидат, подршка